# Martinskirche (Oberesslingen)

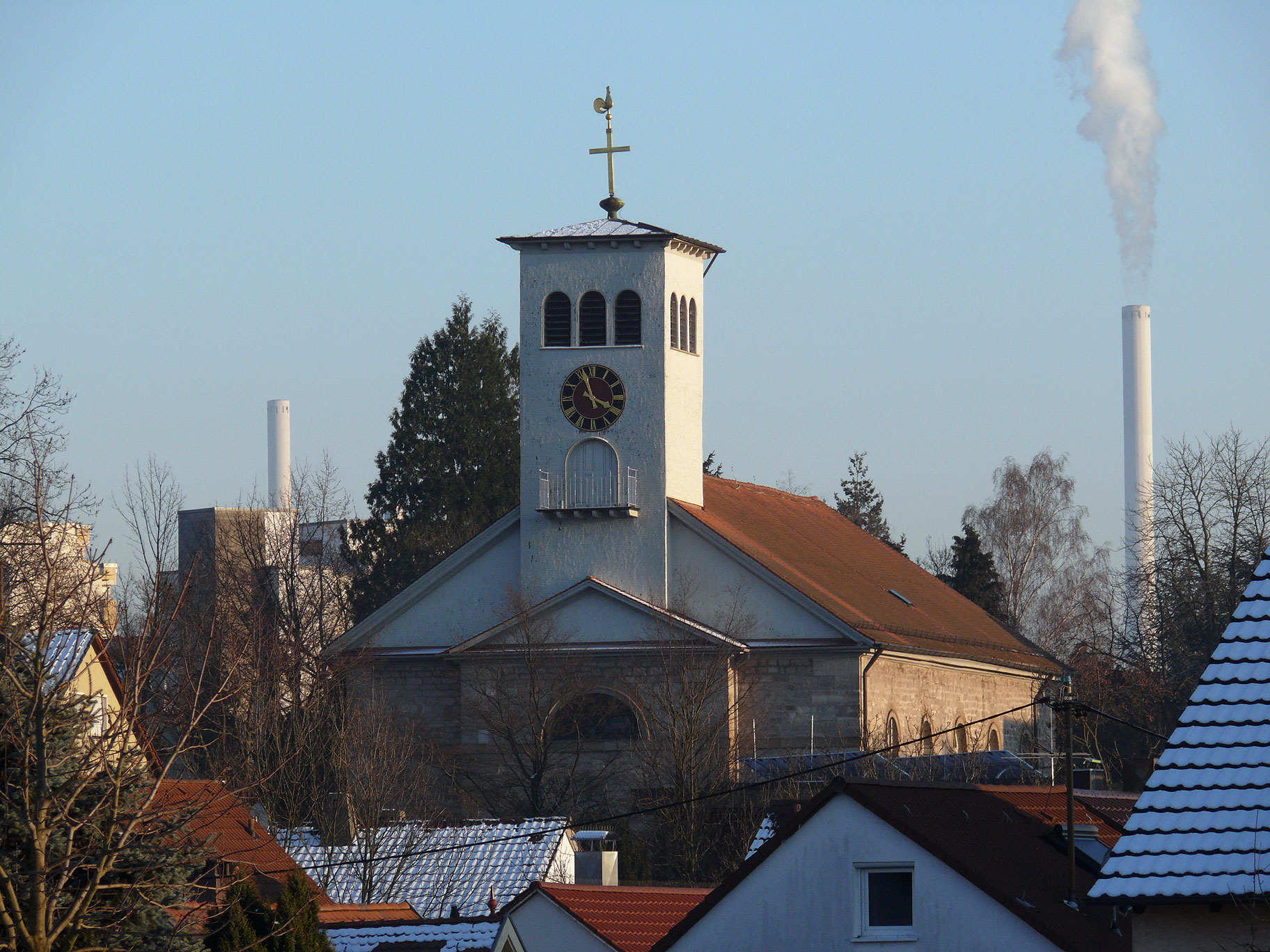
Martinskirche in Oberesslingen

Die evangelische Martinskirche ist ein geschütztes Kulturdenkmal nach dem Denkmalschutzgesetz. Die Pfarrkirche steht in Oberesslingen, einem Stadtteil von Esslingen am Neckar im Landkreis Esslingen in Baden-Württemberg. Die Kirchengemeinde gehört zur Evangelischen Landeskirche in Württemberg.

## Geschichte
Die Oberesslinger Kirche wurde erstmals im Jahre 1275 erwähnt. Seit 1360 waren für lange Zeit die Grafen von Rechberg Patronatsherren. Bedeutendster Pfarrer dieser Kirche war Meister Konrad (1280–98). Das Patrozinium der Kirche war lange Zeit ganz unbekannt. Ein Eintrag im Urbar des Katharinenhospitals von 1493 gilt als Hinweis auf ein Martinspatrozinium, was auf ein hohes Alter hinweisen würde. Dafür sprechen auch mehrere, merowingerzeitliche Gräberfelder nahe der Kirche, die zudem auf einer römischen villa rustica des 2./3. Jahrhunderts errichtet worden war. 
Der erste evangelische Pfarrer an der Oberesslinger Kirche ist im Jahre 1534 belegt. Das Aussehen des mittelalterlichen und frühneuzeitlichen Baus ist nur durch die Ortsansicht im Kieserschen Forstlagerbuch von 1686 bekannt (hoher Turm mit barocker Zwiebelhaube). Dieser Bau lag im nördlichen Teil des heutigen Friedhofs und wurde im frühen 19. Jahrhundert abgerissen, die neue Pfarrkirche wurde 1827/28 in unmittelbarer Nähe davon erbaut. Sie erhielt das Martinspatrozinium, auch wenn nicht ganz sicher war, ob der Vorgängerbau es einst getragen hatte.

## Beschreibung des heutigen Baus

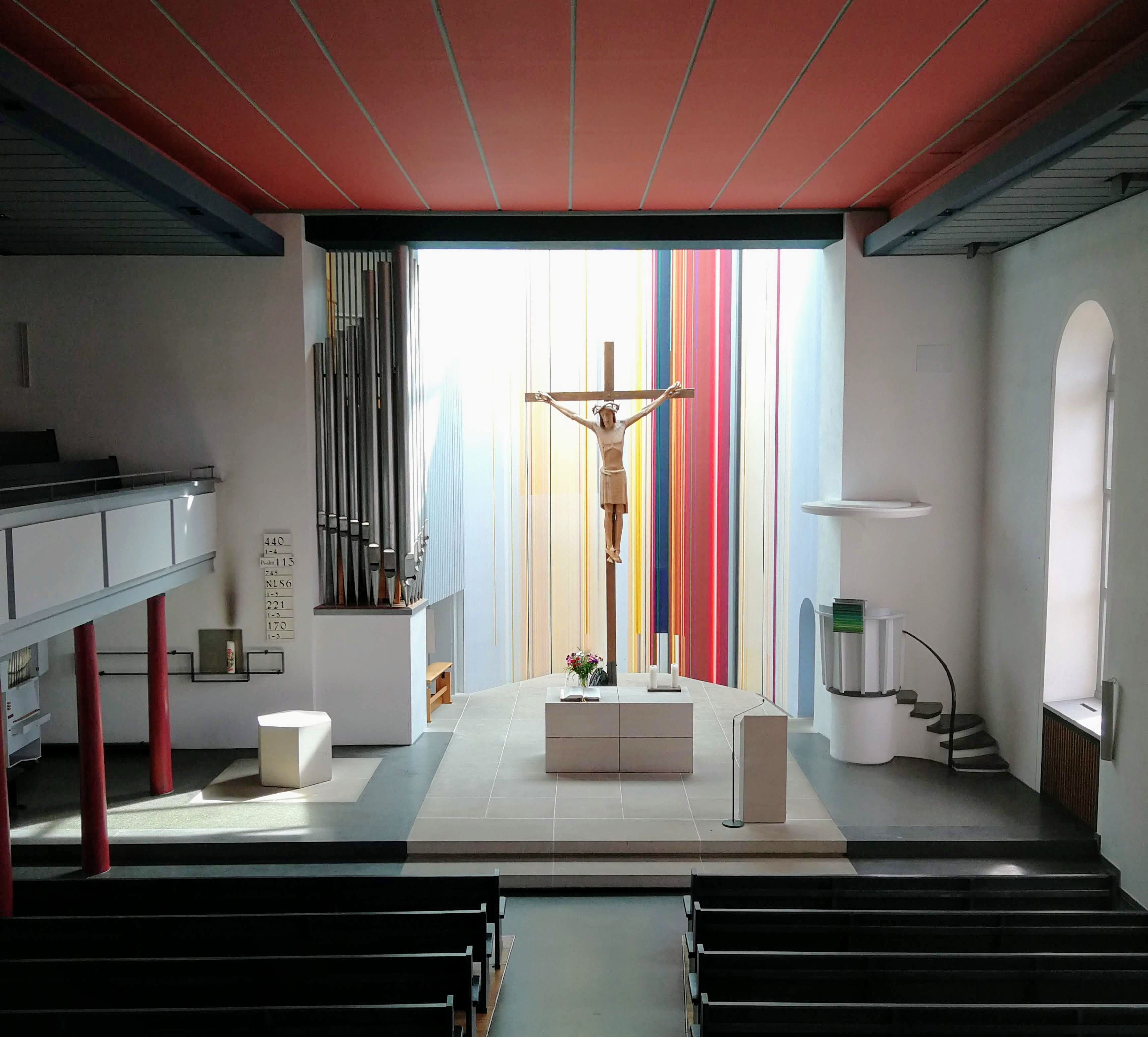
Blick zum Chor

Die Saalkirche wurde 1828 nach einem Entwurf von Friedrich Bernhard Adam Groß im Kameralamtsstil erbaut. Sie besteht aus einem Langhaus aus Quadermauerwerk und einem Risalit in der Fassade im Nordwesten, in dem sich das Portal befindet. Darüber erhebt sich ein verputzter, mit einem flachen Pyramidendach bedeckter Dachturm, der die Turmuhr und den Glockenstuhl beherbergt. Im Innenraum wurde 1956 ein dreiseitig geschlossener Chor abgeteilt. Die Orgel wurde 1958 von Orgelbau Friedrich Weigle als Opus 1007 erbaut. Sie umfasst 31 Register auf drei Manualen und Pedal. 2004 überarbeitete Orgelbau Mühleisen das Instrument technisch und klanglich.